# Victoria Alexandra của Liên hiệp Anh
Victoria Alexandra của Liên hiệp Anh (Victoria Alexandra Olga Mary; 6 tháng 7 năm 1868 – 3 tháng 12 năm 1935) là con gái thứ hai của Edward VII của Anh và Alexandra của Đan Mạch, đồng thời là em gái của Quốc vương George V của Anh.

## Thiếu thời

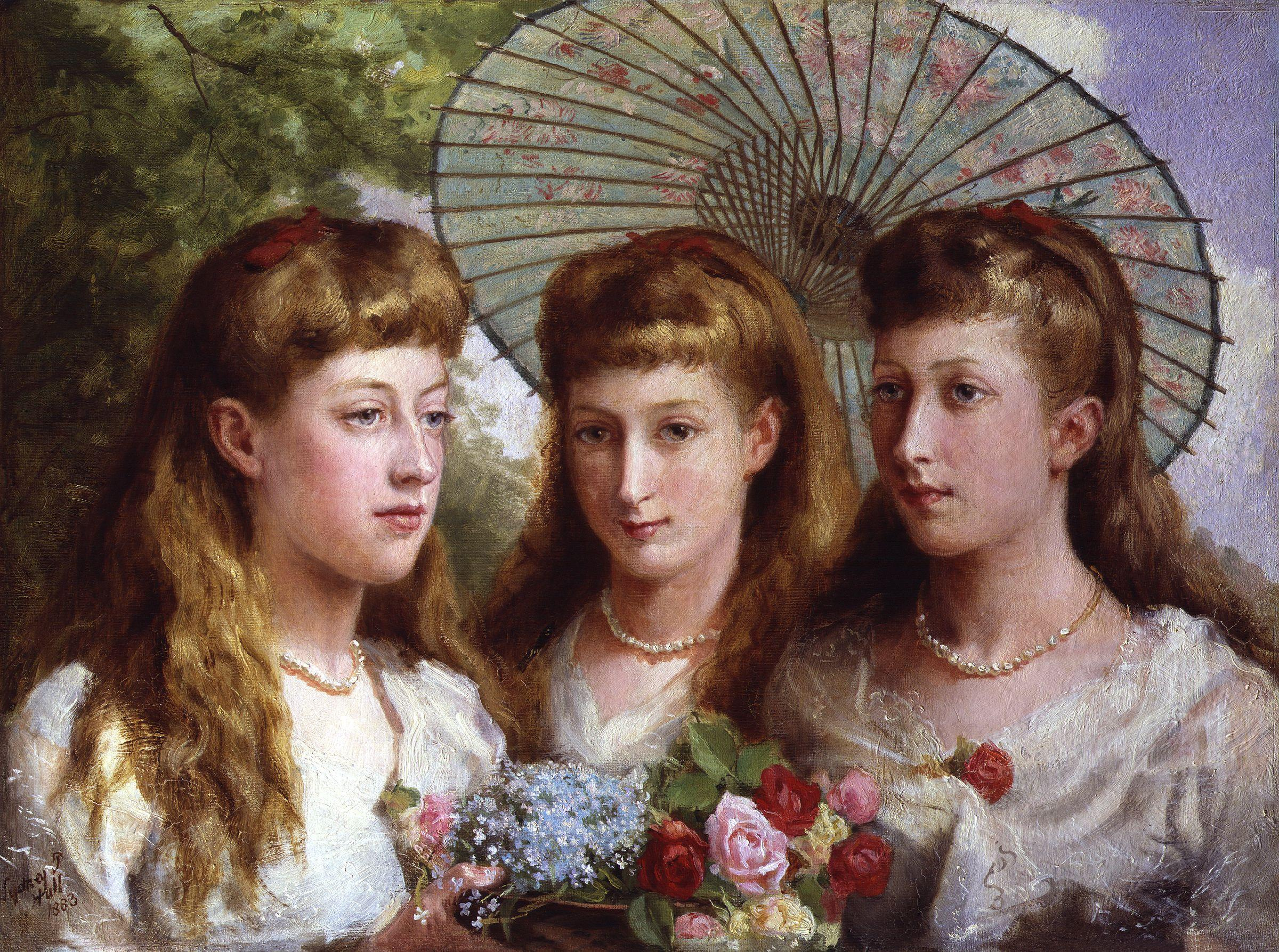
Vương tôn nữ Victoria Alexandra xứ Wales (bên trái) khi là một thiếu niên, cùng với hai người chị em Maud (giữa) và Louise (phải)

Victoria Alexandra Olga Mary sinh ngày 6 tháng 7 năm 1868 tại Điện Marlborough, Luân Đôn. Victoria là người con thứ tư của Albert Edward, Thân vương xứ Wales và Alexandra của Đan Mạch. Cha của Victoria là con trai cả của Nữ vương Victoria và Albrecht xứ Sachsen-Coburg và Gotha. Mẹ của Victoria là con gái lớn của Christian IX của Đan Mạch và Louise của Hessen-Kassel. Đối với gia đình và những người thân quen, Victoria được biết đến với cái tên "Toria". Khi ra đời, với tư cách là cháu gái dòng nam của quân chủ Liên hiệp Anh, Victoria Alexandra được gọi là Her Royal Highness Princess Victoria of Wales (Vương tôn nữ Victoria xứ Wales Điện hạ). Vương tôn nữ được rửa tội tại Điện Marlborough vào ngày 6 tháng 8 năm 1868 bởi Archibald Campbell Tait, Giám mục Luân Đôn.

## Đời sống cá nhân
Năm 1885, Victoria cùng 2 người chị em Louise và Maud đóng vai trò phù dâu trong đám cưới của người cô là Vương nữ Beatrice với Heinrich xứ Battenberg. Victoria Alexandra còn là phù dâu trong đám cưới của anh trai mình là Vương tử George, Công tước xứ York và Victoria Mary xứ Teck, sau này là là Quốc vương và Vương hậu của Vương quốc Liên hiệp Anh và Ireland.
Vương tôn nữ Victoria Alexandra được giáo dục tại nhà với các chị em gái của mình và lớn lên tại Điện Marlborough và Sandringham dưới sự giám sát của các gia sư. Thi thoảng, Toria nghỉ hè tại quê ngoại Đan Mạch. Vương tôn nữ được miêu tả là "một thiếu nữ sôi nổi, tinh nghịch... thông minh, cao ráo và thanh lịch; có khiếu hài hước tuyệt vời và là một người bạn tốt của mọi người; cô có đôi mắt xanh to biểu cảm; không có sự giả tạo hay thoáng chút tự cao nào." Victoria Alexandra còn thích cưỡi ngựa, đạp xe, đọc sách, nghe nhạc và khiêu vũ, đặc biệt là chụp ảnh. Victoria còn biên soạn một số album ảnh gia đình và các tác phẩm của Victoria đã được trưng bày tại một số cuộc triển lãm khác nhau. Ngoài ra, vị Vương tôn nữ còn rất yêu thích động vật và có những chú chó cưng tên là Sam, Mas và Punchy. Trong sáu năm, Victoria còn nuôi một con chim bồ câu mà Vương tôn nữ mang theo khi đi dạo và du lịch trong một chiếc giỏ nhỏ.
Toria có mối quan hệ tốt với những người anh chị em họ của mình ở Nga và Hy Lạp. Hoàng đế tương lai Nikolai II của Nga, một người em họ (con trai của Dagmar, em gái của Alexandra của Đan Mạch), đã từng đem lòng cảm mến Victoria khi còn trẻ vì tính cách nghiêm túc, kỹ lưỡng và "đầu óc không nữ tính". Năm 1889, khi mô tả về Victoria, Nikolai đã nói với Đại vương công Aleksandr Mikhaylovich của Nga rằng: "Victoria là một con người tuyệt vời, càng hiểu hơn về chị ấy thì càng thấy rõ tất cả những nhân đức và phẩm hạnh của chị. Ta phải thú nhận rằng ban đầu rất khó để nhận ra, tức là nhận ra cách chị ấy nhìn nhận về sự vật và  con người, nhưng sự khó khăn này đối với ta là một nét duyên dáng đặc biệt mà ta không lý giải được". Bản thân Đại vương công Alexander Mikhailovich, và sau này, Đại vương công Mikhail Aleksandrovich của Nga cũng mê đắm Victoria.

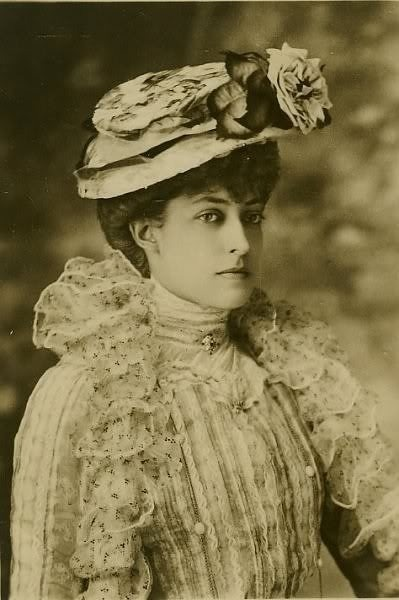
Vương tôn nữ Victoria Alexandra xứ Wales, khoảng năm 1900

Một người khác muốn cầu hôn Victoria là người em họ Christian của Đan Mạch (sau này trở thành Christian X) nhưng bị Vương tôn nữ từ chối khiến cho cha mẹ của Vương tôn nữ rất thất vọng. Ngoài ra còn có Quốc vương Bồ Đào Nha là Carlos I đã ngỏ lời cầu hôn, tuy nhiên Carlos cũng yêu cầu Victoria phải chấp nhận đức tin Công giáo, điều mà Edward và Alexandra không hài lòng. Archibald Primrose, Bá tước thứ 5 xứ Rosebery cũng cố gắng thu hút sự chú ý của Victoria Alexandra nhưng thất bại. Sau cùng, Victoria Alexandra không kết hôn và Alexandra được cho là ủng hộ quyết định này.
Victoria đặc biệt thân thiết với cha mẹ, và nếu xuất hiện trước công chúng, Victoria thường đi cùng với cha mẹ, một thường lệ đối với phụ nữ lớn tuổi chưa chồng vào thời điểm đó. Vương tôn nữ còn tháp tùng cha mẹ mình trong các sự kiện và nghi lễ, đồng thời hỗ trỡ họ trong đời sống cá nhân. Một người em họ của Victoria Alexandra, Olga Aleksandrovna của Nga đã chia sẻ rằng mình "cảm thấy rất tiếc" cho Victoria, vì trong gia đình Toria như thể là "một thị tùng vinh quang dành cho mẹ của chị ấy", do việc Victoria không kết hôn được cho là vì không muốn mẹ phật lòng. "Tôi có một sự nổi loạn trong mình. Toria thì không."
Tuy gần gũi với cha mẹ mình nhưng người mà Toria thân thiết nhất là anh trai George, (sau này là Quốc vương Anh và Hoàng đế Ấn Độ vào năm 1910). Trong suốt cuộc đời của hai anh em, hai người đã duy trì một mối quan hệ thân thiết. George và Victoria có sự tương đồng nhiều về tính cách và khiếu hài hước. Khi Victoria Alexandra qua đời vào năm 1935, George V đã nói rằng: "Ta sẽ nhớ những cuộc trò chuyện qua điện thoại hàng ngày của chúng ta biết bao. Không ai có một người em gái như ta cả." Tuy nhiên, Victoria lại không thân thiết với vợ của George, Mary xứ Teck và từng miêu tả Mary là "nhàm chán kinh khủng". Điều này được cho là do tính cách, trình độ học vấn và sở thích khác nhau của hai người.

## Cuối đời

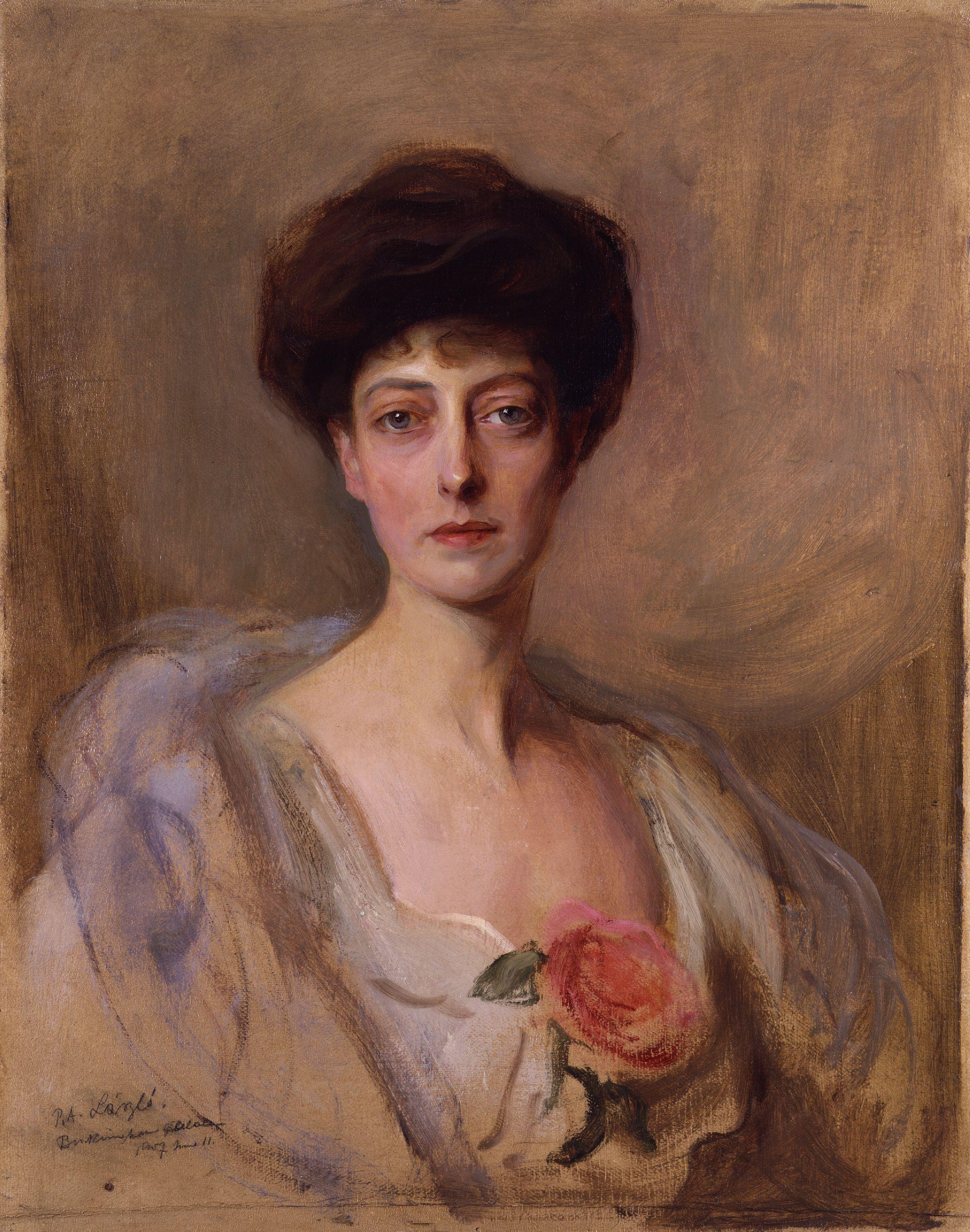
Họa phẩm của Philip de László, 1907

Từ ngày 22 đến ngày 24 tháng 3 năm 1905, Vương nữ Victoria, cùng mẹ, em gái Maud (Vương hậu tương lai của Na Uy) và em rể Carl (Haakon VII của Na Uy tương lai) đã có chuyến thăm chính thức tới Bồ Đào Nha vào ngày 24 tháng 3 năm 1905 trên du thuyền vương thất HMY Victoria and Albert sau chuyến thăm của quốc vương Bồ Đào Nha tới Anh một năm trước đó. Vào ngày đầu tiên đến, Victoria ở lại du thuyền do sức khỏe yếu. Vương hậu Alexandra cùng con gái là Vương nữ Maud và Vương tử Carl đã gặp gỡ Vương hậu Amélie và Thái hậu Maria Pia. Ngày hôm sau, cùng với em gái, Victoria đến thăm quốc vương, vương hậu và các con trai của hai người. Vào ngày 24 tháng 3, những vị khách người Anh lên đường trở về quê hương của họ.
Sau cái chết của cha, Quốc vương Edward VII vào năm 1910, Thái hậu Alexandra bị trầm cảm liên tục và gần như bị điếc nên Victoria đi cùng mẹ trong các chuyến thăm của Alexandra đến các tổ chức và các ngày lễ khác nhau. Một lần, khi thái hậu không thể tham dự sự kiện từ thiện Ngày hoa hồng Alexandra, thái hậu đã cử hai cô con gái Louise và Toria đi thay, sau đó họ đã ghi lại trong nhật ký rằng "thật tồi tệ khi ở đó mà không có mẹ thân yêu." Đối mặt với sự thù địch của công chúng đối với Đức trong Chiến tranh thế giới thứ nhất, Quốc vương George V đã quyết định từ bỏ tất cả các tước hiệu Đức và yêu cầu tất cả các thành viên vương thất cũng làm như vậy. Vương tộc cũng đổi tên từ Saxe-Coburg và Gotha thành Windsor, theo tên lâu đài yêu thích của George V. Theo lẽ đó, họ của Vương nữ cũng đổi thành Windsor.
Sau cái chết của Thái hậu Alexandra vào năm 1925, Vương nữ Victoria Alexandra chuyển đến thị trấn nhỏ Coppins, Iver, ở Buckinghamshire, nơi Vương nữ sống ở đó đến khi qua đời. Trong những năm đó, Victoria thích nghe nhạc, làm vườn và tham gia tích cực vào việc giải quyết các vấn đề và vấn đề của địa phương. Vương nữ còn trở thành người bảo trợ cho nghệ sĩ cello trẻ tuổi Beatrice Harrison và các chị em gái là May và Margaret, những người cũng học nhạc. Đồng thời, Vương nữ cũng trả tiền để mua cây đàn Cello đắt đỏ Guarneri cho Harrison. Victoria Alexandra cũng thường xuyên tiếp đón chị em nhà Harrison tại nhà riêng và tại Sandringham, đồng thời tham dự các buổi hòa nhạc tại Wigmore Hall cùng họ. Vương nữ cũng đã ủy quyền cho HMV thực hiện một số bản thu âm riêng cho mình vào tháng 8 năm 1928: các bản thu âm ghi lại cảnh Victoria chơi piano cùng với Beatrice Harrison chơi đàn cello và May Harrison chơi đàn violin, nhiều năm sau sẽ được phát hành thương mại, mặc dù khả năng âm nhạc của Victoria gây ra nhiều ý kiến trái chiều.
Những người bạn khác của Victoria bao gồm các thành viên của gia đình Musgrave, vị Bá tước góa vợ xứ Rosebery và Violet Vivian, cựu thị tùng của Thái hậu Alexandra. Phu nhân Musgrave là người bạn và là người thị tùng của Victoria Alexandra cho đến khi Victoria qua đời. Vương nữ đã hỗ trợ Violet Vivian trong việc thiết kế Khu vườn Cstyll gần làng Cemaes trên bờ biển phía tây bắc Anglesey.
Victoria Alexandra qua đời vào rạng sáng ngày 3 tháng 12 năm 1935 ở tuổi 67 tại nhà riêng. Trước đó tình trạng sức khỏe của Vương nữ đã dấu hiệu đi xuống vào tháng trước, đỉnh điểm là bị xuất huyết nặng vào ngày 1 tháng 12. Lễ Khai mạc Quốc hội, được lên kế hoạch vào ngày 3 tháng 12, đã bị hủy bỏ sau cái chết của Victoria Alexandra, và thay vào đó, Bài phát biểu của Quốc vương được viết sẵn đã được Thủ tướng đọc cho các Nghị sĩ.
Tang lễ của Victoria Alexandra diễn ra vào ngày 7 tháng 12 năm 1935 tại Nhà nguyện Thánh George, Lâu đài Windsor, đây cũng là nơi Victoria được chôn cất ban đầu. Những người đưa tang gồm có anh trai của Victoria là George V. Bản thân George sức khỏe yếu, và bác sĩ của George V đã thúc đẩy việc rút ngắn tang lễ nhưng không thành công, và tình trạng suy sụp và cái chết  sau đó của George V được cho là do sự căng thẳng về thể chất của sự kiện. Thi hài của Vương nữ Victoria Alexandra sau đó được di chuyển và cải táng tại Khu chôn cất Hoàng gia, Frogmore, Công viên Windsor vào ngày 8 tháng 1 năm 1936. Di chúc của Victoria được niêm phong ở Luân Đôn vào năm 1936. Tài sản của Vương nữ được định giá 237.455 bảng Anh (tương đương 11,7 triệu bảng Anh vào năm 2022).

## Tước vị, kính xưng, huân chương

### Tước vị và kính xưng
- 6 tháng 7 năm 1868 – 22 tháng 1 năm 1901: Her Royal Highness Princess Victoria of Wales (Vương tôn nữ Victoria Điện hạ)
- 22 tháng 1 năm 1901 – 3 tháng 12 năm 1935: Her Royal Highness The Princess Victoria (Vương nữ Victoria Điện hạ)

### Huân chương
- Huân chương Hoàng gia Ấn Độ, ngày 6 tháng 8 năm 1887
- Dame Grand Cross của Order of the Hospital of St. John of Jerusalem
- Thành viên hạng nhất của Huân chương Vương thất Victoria và Albert
- Huân chương Vương thất của Quốc vương Edward VII
- Huân chương Vương thất của Quốc vương George V

### Vương gia huy
Sau cuộc hôn nhân của em gái là Maud vào năm 1896, Victoria Alexandra được trao tặng vương huy cá nhân là Vương gia huy của Vương quốc Liên hiệp Anh và Ireland, gồm có biểu tượng chiếc khiên của Công quốc Sachsen và được phân biệt bằng dải bạc argent gồm năm vạch kẻ, trong đó vạch thứ nhất, thứ ba và thứ năm có biểu tượng hoa hồng đỏ, còn vạch thứ hai và thứ tư có biểu tượng hình chữ thập đỏ. Biểu tượng chiếc khiên đã bị hủy bỏ theo sắc lệnh vương thất vào năm 1917.
| Vương huy của Vương nữ Victoria cho đến năm 1917 |

## Gia phả
| \| \| \| \| \| \| \| \| \| \| \| \| \| \| \| \| \| \| \| \| 16. George III của Liên hiệp Anh \| \| \| \| \| \| \| \| \| \| \| \| \| \| \| \| \| \| \| \| \| \| \| \| \| \| \| \| \| \| \| \| \| \| \| \| \| \| \| \| \| \| \| \| \| \| \| \| \| \| \| \| \| \| 8. Edward của Liên hiệp Anh và Hannover \| \| \| \| \| \| \| \| \| \| \| \| \| \| \| \| \| \| \| \| \| \| \| \| \| \| \| \| \| \| \| \| \| \| \| \| \| \| \| \| \| \| \| \| \| \| \| \| \| \| \| \| \| \| 17. Charlotte xứ Mecklenburg-Strelitz \| \| \| \| \| \| \| \| \| \| \| \| \| \| \| \| \| \| \| \| \| \| \| \| \| \| \| \| \| \| \| \| \| \| \| \| \| \| \| \| \| \| \| \| \| \| \| \| \| \| \| \| \| \| 4. Victoria I của Liên hiệp Anh \| \| \| \| \| \| \| \| \| \| \| \| \| \| \| \| \| \| \| \| \| \| \| \| \| \| \| \| \| \| \| \| \| \| \| \| \| \| \| \| \| \| \| \| \| \| \| \| \| \| \| \| \| \| 18. Franz I xứ Sachsen-Coburg-Saalfeld (= 20) \| \| \| \| \| \| \| \| \| \| \| \| \| \| \| \| \| \| \| \| \| \| \| \| \| \| \| \| \| \| \| \| \| \| \| \| \| \| \| \| \| \| \| \| \| \| \| \| \| \| \| \| \| \| 9. Victorie xứ Sachsen-Coburg-Saalfeld \| \| \| \| \| \| \| \| \| \| \| \| \| \| \| \| \| \| \| \| \| \| \| \| \| \| \| \| \| \| \| \| \| \| \| \| \| \| \| \| \| \| \| \| \| \| \| \| \| \| \| \| \| \| 19. Auguste Reuß xứ Ebersdorf (= 21) \| \| \| \| \| \| \| \| \| \| \| \| \| \| \| \| \| \| \| \| \| \| \| \| \| \| \| \| \| \| \| \| \| \| \| \| \| \| \| \| \| \| \| \| \| \| \| \| \| \| \| \| \| \| 2. Edward VII của Liên hiệp Anh \| \| \| \| \| \| \| \| \| \| \| \| \| \| \| \| \| \| \| \| \| \| \| \| \| \| \| \| \| \| \| \| \| \| \| \| \| \| \| \| \| \| \| \| \| \| \| \| \| \| \| \| \| \| 20. Franz I xứ Sachsen-Coburg-Saalfeld (= 18) \| \| \| \| \| \| \| \| \| \| \| \| \| \| \| \| \| \| \| \| \| \| \| \| \| \| \| \| \| \| \| \| \| \| \| \| \| \| \| \| \| \| \| \| \| \| \| \| \| \| \| \| \| \| 10. Ernst I xứ Sachsen-Coburg and Gotha \| \| \| \| \| \| \| \| \| \| \| \| \| \| \| \| \| \| \| \| \| \| \| \| \| \| \| \| \| \| \| \| \| \| \| \| \| \| \| \| \| \| \| \| \| \| \| \| \| \| \| \| \| \| 21. Auguste Reuß xứ Ebersdorf (= 19) \| \| \| \| \| \| \| \| \| \| \| \| \| \| \| \| \| \| \| \| \| \| \| \| \| \| \| \| \| \| \| \| \| \| \| \| \| \| \| \| \| \| \| \| \| \| \| \| \| \| \| \| \| \| 5. Albrecht xứ Sachsen-Coburg và Gotha \| \| \| \| \| \| \| \| \| \| \| \| \| \| \| \| \| \| \| \| \| \| \| \| \| \| \| \| \| \| \| \| \| \| \| \| \| \| \| \| \| \| \| \| \| \| \| \| \| \| \| \| \| \| 22. August I xứ Sachsen-Gotha-Altenburg \| \| \| \| \| \| \| \| \| \| \| \| \| \| \| \| \| \| \| \| \| \| \| \| \| \| \| \| \| \| \| \| \| \| \| \| \| \| \| \| \| \| \| \| \| \| \| \| \| \| \| \| \| \| 11. Luise Pauline xứ Sachsen-Gotha-Altenburg \| \| \| \| \| \| \| \| \| \| \| \| \| \| \| \| \| \| \| \| \| \| \| \| \| \| \| \| \| \| \| \| \| \| \| \| \| \| \| \| \| \| \| \| \| \| \| \| \| \| \| \| \| \| 23. Luise Charlotte xứ Mecklenburg-Schwerin \| \| \| \| \| \| \| \| \| \| \| \| \| \| \| \| \| \| \| \| \| \| \| \| \| \| \| \| \| \| \| \| \| \| \| \| \| \| \| \| \| \| \| \| \| \| \| \| \| \| \| \| \| \| 1. Victoria Alexandra của Liên hiệp Anh và Ireland \| \| \| \| \| \| \| \| \| \| \| \| \| \| \| \| \| \| \| \| \| \| \| \| \| \| \| \| \| \| \| \| \| \| \| \| \| \| \| \| \| \| \| \| \| \| \| \| \| \| \| \| \| \| 24. Friedrich Karl Ludwig I xứ Schleswig-Holstein-Sonderburg-Beck \| \| \| \| \| \| \| \| \| \| \| \| \| \| \| \| \| \| \| \| \| \| \| \| \| \| \| \| \| \| \| \| \| \| \| \| \| \| \| \| \| \| \| \| \| \| \| \| \| \| \| \| \| \| 12. Friedrich Wilhelm xứ Schleswig-Holstein-Sonderburg-Glücksburg \| \| \| \| \| \| \| \| \| \| \| \| \| \| \| \| \| \| \| \| \| \| \| \| \| \| \| \| \| \| \| \| \| \| \| \| \| \| \| \| \| \| \| \| \| \| \| \| \| \| \| \| \| \| 25. Friederike xứ Schlieben \| \| \| \| \| \| \| \| \| \| \| \| \| \| \| \| \| \| \| \| \| \| \| \| \| \| \| \| \| \| \| \| \| \| \| \| \| \| \| \| \| \| \| \| \| \| \| \| \| \| \| \| \| \| 6. Christian IX của Đan Mạch \| \| \| \| \| \| \| \| \| \| \| \| \| \| \| \| \| \| \| \| \| \| \| \| \| \| \| \| \| \| \| \| \| \| \| \| \| \| \| \| \| \| \| \| \| \| \| \| \| \| \| \| \| \| 26. Karl xứ Hessen-Kassel \| \| \| \| \| \| \| \| \| \| \| \| \| \| \| \| \| \| \| \| \| \| \| \| \| \| \| \| \| \| \| \| \| \| \| \| \| \| \| \| \| \| \| \| \| \| \| \| \| \| \| \| \| \| 13. Luise Karoline xứ Hessen-Kassel \| \| \| \| \| \| \| \| \| \| \| \| \| \| \| \| \| \| \| \| \| \| \| \| \| \| \| \| \| \| \| \| \| \| \| \| \| \| \| \| \| \| \| \| \| \| \| \| \| \| \| \| \| \| 27. Louise của Đan Mạch và Na Uy \| \| \| \| \| \| \| \| \| \| \| \| \| \| \| \| \| \| \| \| \| \| \| \| \| \| \| \| \| \| \| \| \| \| \| \| \| \| \| \| \| \| \| \| \| \| \| \| \| \| \| \| \| \| 3. Alexandra của Đan Mạch \| \| \| \| \| \| \| \| \| \| \| \| \| \| \| \| \| \| \| \| \| \| \| \| \| \| \| \| \| \| \| \| \| \| \| \| \| \| \| \| \| \| \| \| \| \| \| \| \| \| \| \| \| \| 28. Friedrich xứ Hessen-Kassel \| \| \| \| \| \| \| \| \| \| \| \| \| \| \| \| \| \| \| \| \| \| \| \| \| \| \| \| \| \| \| \| \| \| \| \| \| \| \| \| \| \| \| \| \| \| \| \| \| \| \| \| \| \| 14. Wilhelm xứ Hessen-Kassel \| \| \| \| \| \| \| \| \| \| \| \| \| \| \| \| \| \| \| \| \| \| \| \| \| \| \| \| \| \| \| \| \| \| \| \| \| \| \| \| \| \| \| \| \| \| \| \| \| \| \| \| \| \| 29. Karoline Polyxena xứ Nassau-Usingen \| \| \| \| \| \| \| \| \| \| \| \| \| \| \| \| \| \| \| \| \| \| \| \| \| \| \| \| \| \| \| \| \| \| \| \| \| \| \| \| \| \| \| \| \| \| \| \| \| \| \| \| \| \| 7. Louise của Hessen-Kassel \| \| \| \| \| \| \| \| \| \| \| \| \| \| \| \| \| \| \| \| \| \| \| \| \| \| \| \| \| \| \| \| \| \| \| \| \| \| \| \| \| \| \| \| \| \| \| \| \| \| \| \| \| \| 30. Frederik của Đan Mạch và Na Uy \| \| \| \| \| \| \| \| \| \| \| \| \| \| \| \| \| \| \| \| \| \| \| \| \| \| \| \| \| \| \| \| \| \| \| \| \| \| \| \| \| \| \| \| \| \| \| \| \| \| \| \| \| \| 15. Charlotte của Đan Mạch \| \| \| \| \| \| \| \| \| \| \| \| \| \| \| \| \| \| \| \| \| \| \| \| \| \| \| \| \| \| \| \| \| \| \| \| \| \| \| \| \| \| \| \| \| \| \| \| \| \| \| \| \| \| 31. Sophie Friederike xứ Mecklenburg-Schwerin \| \| \| \| \| \| \| \| \| \| \| \| \| \| \| \| \| \| \| \| \| \| \| \| \| \| \| \| \| \| \| \| \| \| \| \| \| \| \| \| \| \| \| \| \| \| \| \| \| \| \| \| |                                                                   |  |  |  |  |  |  |  |  |  |  |  |  |  |  |  |
| |                                                                   |  |  |  |  |  |  |  |  |  |  |  |  |  |  |  |
| | 16. George III của Liên hiệp Anh                                  |  |  |  |  |  |  |  |  |  |  |  |  |  |  |  |
| |                                                                   |  |  |  |  |  |  |  |  |  |  |  |  |  |  |  |
| |                                                                   |  |  |  |  |  |  |  |  |  |  |  |  |  |  |  |
| | 8. Edward của Liên hiệp Anh và Hannover                           |  |  |  |  |  |  |  |  |  |  |  |  |  |  |  |
| |                                                                   |  |  |  |  |  |  |  |  |  |  |  |  |  |  |  |
| |                                                                   |  |  |  |  |  |  |  |  |  |  |  |  |  |  |  |
| | 17. Charlotte xứ Mecklenburg-Strelitz                             |  |  |  |  |  |  |  |  |  |  |  |  |  |  |  |
| |                                                                   |  |  |  |  |  |  |  |  |  |  |  |  |  |  |  |
| |                                                                   |  |  |  |  |  |  |  |  |  |  |  |  |  |  |  |
| | 4. Victoria I của Liên hiệp Anh                                   |  |  |  |  |  |  |  |  |  |  |  |  |  |  |  |
| |                                                                   |  |  |  |  |  |  |  |  |  |  |  |  |  |  |  |
| |                                                                   |  |  |  |  |  |  |  |  |  |  |  |  |  |  |  |
| | 18. Franz I xứ Sachsen-Coburg-Saalfeld (= 20)                     |  |  |  |  |  |  |  |  |  |  |  |  |  |  |  |
| |                                                                   |  |  |  |  |  |  |  |  |  |  |  |  |  |  |  |
| |                                                                   |  |  |  |  |  |  |  |  |  |  |  |  |  |  |  |
| | 9. Victorie xứ Sachsen-Coburg-Saalfeld                            |  |  |  |  |  |  |  |  |  |  |  |  |  |  |  |
| |                                                                   |  |  |  |  |  |  |  |  |  |  |  |  |  |  |  |
| |                                                                   |  |  |  |  |  |  |  |  |  |  |  |  |  |  |  |
| | 19. Auguste Reuß xứ Ebersdorf (= 21)                              |  |  |  |  |  |  |  |  |  |  |  |  |  |  |  |
| |                                                                   |  |  |  |  |  |  |  |  |  |  |  |  |  |  |  |
| |                                                                   |  |  |  |  |  |  |  |  |  |  |  |  |  |  |  |
| | 2. Edward VII của Liên hiệp Anh                                   |  |  |  |  |  |  |  |  |  |  |  |  |  |  |  |
| |                                                                   |  |  |  |  |  |  |  |  |  |  |  |  |  |  |  |
| |                                                                   |  |  |  |  |  |  |  |  |  |  |  |  |  |  |  |
| | 20. Franz I xứ Sachsen-Coburg-Saalfeld (= 18)                     |  |  |  |  |  |  |  |  |  |  |  |  |  |  |  |
| |                                                                   |  |  |  |  |  |  |  |  |  |  |  |  |  |  |  |
| |                                                                   |  |  |  |  |  |  |  |  |  |  |  |  |  |  |  |
| | 10. Ernst I xứ Sachsen-Coburg and Gotha                           |  |  |  |  |  |  |  |  |  |  |  |  |  |  |  |
| |                                                                   |  |  |  |  |  |  |  |  |  |  |  |  |  |  |  |
| |                                                                   |  |  |  |  |  |  |  |  |  |  |  |  |  |  |  |
| | 21. Auguste Reuß xứ Ebersdorf (= 19)                              |  |  |  |  |  |  |  |  |  |  |  |  |  |  |  |
| |                                                                   |  |  |  |  |  |  |  |  |  |  |  |  |  |  |  |
| |                                                                   |  |  |  |  |  |  |  |  |  |  |  |  |  |  |  |
| | 5. Albrecht xứ Sachsen-Coburg và Gotha                            |  |  |  |  |  |  |  |  |  |  |  |  |  |  |  |
| |                                                                   |  |  |  |  |  |  |  |  |  |  |  |  |  |  |  |
| |                                                                   |  |  |  |  |  |  |  |  |  |  |  |  |  |  |  |
| | 22. August I xứ Sachsen-Gotha-Altenburg                           |  |  |  |  |  |  |  |  |  |  |  |  |  |  |  |
| |                                                                   |  |  |  |  |  |  |  |  |  |  |  |  |  |  |  |
| |                                                                   |  |  |  |  |  |  |  |  |  |  |  |  |  |  |  |
| | 11. Luise Pauline xứ Sachsen-Gotha-Altenburg                      |  |  |  |  |  |  |  |  |  |  |  |  |  |  |  |
| |                                                                   |  |  |  |  |  |  |  |  |  |  |  |  |  |  |  |
| |                                                                   |  |  |  |  |  |  |  |  |  |  |  |  |  |  |  |
| | 23. Luise Charlotte xứ Mecklenburg-Schwerin                       |  |  |  |  |  |  |  |  |  |  |  |  |  |  |  |
| |                                                                   |  |  |  |  |  |  |  |  |  |  |  |  |  |  |  |
| |                                                                   |  |  |  |  |  |  |  |  |  |  |  |  |  |  |  |
| | 1. Victoria Alexandra của Liên hiệp Anh và Ireland                |  |  |  |  |  |  |  |  |  |  |  |  |  |  |  |
| |                                                                   |  |  |  |  |  |  |  |  |  |  |  |  |  |  |  |
| |                                                                   |  |  |  |  |  |  |  |  |  |  |  |  |  |  |  |
| | 24. Friedrich Karl Ludwig I xứ Schleswig-Holstein-Sonderburg-Beck |  |  |  |  |  |  |  |  |  |  |  |  |  |  |  |
| |                                                                   |  |  |  |  |  |  |  |  |  |  |  |  |  |  |  |
| |                                                                   |  |  |  |  |  |  |  |  |  |  |  |  |  |  |  |
| | 12. Friedrich Wilhelm xứ Schleswig-Holstein-Sonderburg-Glücksburg |  |  |  |  |  |  |  |  |  |  |  |  |  |  |  |
| |                                                                   |  |  |  |  |  |  |  |  |  |  |  |  |  |  |  |
| |                                                                   |  |  |  |  |  |  |  |  |  |  |  |  |  |  |  |
| | 25. Friederike xứ Schlieben                                       |  |  |  |  |  |  |  |  |  |  |  |  |  |  |  |
| |                                                                   |  |  |  |  |  |  |  |  |  |  |  |  |  |  |  |
| |                                                                   |  |  |  |  |  |  |  |  |  |  |  |  |  |  |  |
| | 6. Christian IX của Đan Mạch                                      |  |  |  |  |  |  |  |  |  |  |  |  |  |  |  |
| |                                                                   |  |  |  |  |  |  |  |  |  |  |  |  |  |  |  |
| |                                                                   |  |  |  |  |  |  |  |  |  |  |  |  |  |  |  |
| | 26. Karl xứ Hessen-Kassel                                         |  |  |  |  |  |  |  |  |  |  |  |  |  |  |  |
| |                                                                   |  |  |  |  |  |  |  |  |  |  |  |  |  |  |  |
| |                                                                   |  |  |  |  |  |  |  |  |  |  |  |  |  |  |  |
| | 13. Luise Karoline xứ Hessen-Kassel                               |  |  |  |  |  |  |  |  |  |  |  |  |  |  |  |
| |                                                                   |  |  |  |  |  |  |  |  |  |  |  |  |  |  |  |
| |                                                                   |  |  |  |  |  |  |  |  |  |  |  |  |  |  |  |
| | 27. Louise của Đan Mạch và Na Uy                                  |  |  |  |  |  |  |  |  |  |  |  |  |  |  |  |
| |                                                                   |  |  |  |  |  |  |  |  |  |  |  |  |  |  |  |
| |                                                                   |  |  |  |  |  |  |  |  |  |  |  |  |  |  |  |
| | 3. Alexandra của Đan Mạch                                         |  |  |  |  |  |  |  |  |  |  |  |  |  |  |  |
| |                                                                   |  |  |  |  |  |  |  |  |  |  |  |  |  |  |  |
| |                                                                   |  |  |  |  |  |  |  |  |  |  |  |  |  |  |  |
| | 28. Friedrich xứ Hessen-Kassel                                    |  |  |  |  |  |  |  |  |  |  |  |  |  |  |  |
| |                                                                   |  |  |  |  |  |  |  |  |  |  |  |  |  |  |  |
| |                                                                   |  |  |  |  |  |  |  |  |  |  |  |  |  |  |  |
| | 14. Wilhelm xứ Hessen-Kassel                                      |  |  |  |  |  |  |  |  |  |  |  |  |  |  |  |
| |                                                                   |  |  |  |  |  |  |  |  |  |  |  |  |  |  |  |
| |                                                                   |  |  |  |  |  |  |  |  |  |  |  |  |  |  |  |
| | 29. Karoline Polyxena xứ Nassau-Usingen                           |  |  |  |  |  |  |  |  |  |  |  |  |  |  |  |
| |                                                                   |  |  |  |  |  |  |  |  |  |  |  |  |  |  |  |
| |                                                                   |  |  |  |  |  |  |  |  |  |  |  |  |  |  |  |
| | 7. Louise của Hessen-Kassel                                       |  |  |  |  |  |  |  |  |  |  |  |  |  |  |  |
| |                                                                   |  |  |  |  |  |  |  |  |  |  |  |  |  |  |  |
| |                                                                   |  |  |  |  |  |  |  |  |  |  |  |  |  |  |  |
| | 30. Frederik của Đan Mạch và Na Uy                                |  |  |  |  |  |  |  |  |  |  |  |  |  |  |  |
| |                                                                   |  |  |  |  |  |  |  |  |  |  |  |  |  |  |  |
| |                                                                   |  |  |  |  |  |  |  |  |  |  |  |  |  |  |  |
| | 15. Charlotte của Đan Mạch                                        |  |  |  |  |  |  |  |  |  |  |  |  |  |  |  |
| |                                                                   |  |  |  |  |  |  |  |  |  |  |  |  |  |  |  |
| |                                                                   |  |  |  |  |  |  |  |  |  |  |  |  |  |  |  |
| | 31. Sophie Friederike xứ Mecklenburg-Schwerin                     |  |  |  |  |  |  |  |  |  |  |  |  |  |  |  |
| |                                                                   |  |  |  |  |  |  |  |  |  |  |  |  |  |  |  |
| |                                                                   |  |  |  |  |  |  |  |  |  |  |  |  |  |  |  |